# Tyrannochthonius chixingi
Espèce
Tyrannochthonius chixingi est une espèce de pseudoscorpions de la famille des Chthoniidae.

## Distribution
Cette espèce est endémique du Guangxi en Chine. Elle se rencontre dans la grotte Maomaotou dans le district de Xiufeng.

## Description
Le mâle holotype mesure 1,24 mm et la femelle paratype 1,64 mm.

## Publication originale
- Gao, Wynne & Zhang, 2018 : Two new species of cave-adapted pseudoscorpions (Pseudoscorpiones: Neobisiidae, Chthoniidae) from Guangxi, China. Journal of Arachnology, vol. 46, no 2, p. 345-354.